# Esfandijar Rahim Maszaji
Esfandijar Rahim Maszaji, pers. اسفندیار رحیم‌مشایی (ur. 1960 w Maszakalaje koło Ramsar) – irański polityk, szef gabinetu prezydenta Mahmuda Ahmadineżada w latach 2009−2013 i wiceprezydent kraju w 2009 roku.

## Życiorys
Esfandijar Rahim Maszaji urodził się w listopadzie 1960 roku we wsi Maszakalaje koło Ramsar na północy kraju. Dzięki poznaniu na pamięć Koranu i opanowaniu umiejętności jego recytowania podczas uroczystości religijnych zaczął rozwijać się jako mówca już w młodości. W okresie irańskiej rewolucji zajął się organizowaniem demonstracji i kolportowaniem pism ajatollaha Chomejniego. Po rewolucji ukończył inżynierię na Politechnice w Isfahanie, po czym dołączył do formacji wywiadowczej Strażników Rewolucji. Początkowo pracował w irańskim Kurdystanie, objętym antyirańskim powstaniem. Maszaji rozpoczął tam kampanię propagandową, której celem było przeciągnięcie Kurdów na stronę rządową. W 1984 roku pracował w Ministerstwie Wywiadu w Kurdystanie, tam też poznał późniejszego prezydenta Mahmuda Ahmadineżada, wówczas gubernatora Choj w irańskim Azerbejdżanie Zachodnim. Dwa lata później przeniósł się do Ministerstwa Wywiadu, w którym został kierownikiem departamentu zajmującego się kwestiami mniejszości etnicznych. Od 1993 roku kierował w Ministerstwie Spraw Wewnętrznych departamentem spraw społecznych, ale po objęciu w 1997 roku prezydentury przez reformistę Mohammada Chatamiego, odszedł do pracy w pozostających pod bezpośrednim zwierzchnictwem najwyższego przywódcy Radiu Pajam i Radiu Tehran. Po wybraniu Ahmadineżada burmistrzem Teheranu, został przez niego mianowany naczelnikiem wydziału spraw społecznych i kulturalnych.
Po latach bliskiej współpracy z Ahmadineżadem córka Maszajiego została w 2008 roku żoną najstarszego syna Ahmadineżada. Po wybraniu Ahmadineżada na drugą kadencję prezydencką został 15 lipca 2009 roku mianowany wiceprezydentem kraju. Urząd sprawował przez jeden tydzień, został usunięty z urzędu pod presją najwyższego przywódcy Alego Chamenei z dniem 24 lipca 2009 roku. Prawdopodobnie nominacja wynikała z nepotycznych powiązań z prezydentem, ponieważ ten mianował na wysokie stanowiska także innych członków rodziny − szefem gabinetu prezydenta został jego zięć. Po wymuszonej dymisji, Maszaji przeszedł na stanowisko szefa gabinetu prezydenta.
Maszaji stał się bliskim współpracownikiem Ahmadineżada, jednak przez duchowieństwo był postrzegany jako antyestabliszmentowy i sekularystyczny nacjonalista. Krytykowany był przez konserwatystów za tzw. „niezdrowe tendencje”, takie jak stawianie irańskiego dziedzictwa kulturowego i idei narodowej wyżej niż wartości islamskich oraz liczne wypowiedzi, m.in. krytykujące Zgromadzenie Ekspertów, teokratyczne podstawy funkcjonowania Strażników Islamskiego Prawa i sugerujące usunięcie się duchownych z życia politycznego. Z tych powodów ajatollahowie oskarżali go o szerzenie herezji i knucie przeciw duchowieństwu. Naraził się także określając Amerykanów i Izraelczyków mianem przyjaciół. Maszaji był postrzegany jako pragmatyczny, z „liberalnym spojrzeniem na sprawy kulturalne i społeczne”.
11 maja 2013 roku, z oficjalnym poparciem prezydenta Ahmadineżada, ogłosił swój start w nadchodzących wyborach prezydenckich, jednak jego kandydatura została zdyskwalifikowana przez Radę Strażników, która udziela możliwości startu w wyborach oraz zatwierdza ich wyniki. Ahmadineżad oprotestował wówczas tę decyzję, nazywając decyzję Rady „opresją” oraz „jawną niesprawiedliwością” i zapowiedział skargę do najwyższego przywódcy.